# Церишенко Михайло Анатолійович
Михайло Анатолійович Церишенко (нар. 19 вересня 1960, Київ, УРСР, СРСР) — російський радянський актор-гуморист і театральний режисер.

## Біографія
Михайло Анатолійович Церишенко народився 19 вересня 1960 року в Києві. У 1985 році закінчив Київський державний інститут театрального мистецтва імені І. К. Карпенка-Карого.
Грав на сцені Київського театру естради. У 1992 році в Києві під час зйомок фільму познайомився із співачкою Катериною Семеновою. Незабаром між артистами виникають близькі стосунки. Обидва йдуть зі своїх сімей. Михайло переїжджає до своєї коханої в Москву, де знімається в кіно, бере участь у зйомках телевізійної програми «Оба-на!», яка приносить йому популярність.
Михайло Церишенко працює артистом естради, актор театру і кіно. З 2003 по 2013 рр. він був артистом театру «Криве Дзеркало» (під керівництвом Євгена Петросяна). На даний момент він виступає з Олександром Морозовим та Віктором Розумовським з сольними концертними номерами «Брати по розуму» у складі Театру мініатюр. Як режисер Михайло Церишенко співпрацює з Московським єврейським театром «Шалом» і антрепризними театральними агентствами. У деяких своїх виставах виступає як актор. Знімається в кіно.
Михайло Церишенко колекціонує моделі автомобілів «Жук» від Volkswagen.

## Родина
- Перший шлюб зареєстрований в студентські роки: був одружений з радянською та українською акторкою театру та кіно Інною Капінос[4].
- У другому шлюбі з костюмеркою київського Театру Естради народився син Віктор.
- Протягом 26 років (з 1992 по 2018 рік) був у третьому шлюбі зі співачкою і композиторкою Катериною Семеновою[5][6].

## Творчість

### Телевізійні програми
- «Оба-на!» (1992—1995)
- «Кишкін дім» (2001—2003)
- «Криве Дзеркало» (2003—2013)[7]
- «Кулінарна сімейка» (2005—2006)[8]

### Фільмографія
- 1984 — Макар-слідопит — червоноармієць
- 1988 — Острів скарбів (мультфільм) — пірат у чорній безрукавці (1 серія), пірат з короткими вусами (2 серія)
- 1990 — Сеніт зон — замаскований міліціонер
- 1992 — Божевільні макарони або помилка професора Бугенсберга[9]
- 1999 — Д. Д. Д. Досьє детектива Дубровського — лікар
- 1999 — Сімейні таємниці (Записки сучасника)
- 2000 — Москва
- 2000 — Старі шкапи — круп'є
- 2000 — Марш Турецького — доктор Чиж
- 2000 — Президент і його внучка — бізнесмен
- 2000 — Чек — банкір
- 2002 — Каменська 2 — журналіст Баглюк
- 2002 — ДжокерЪ (Гра) — епізод
- 2002 — Чоловіча робота 2 — продажний прапорщик
- 2003 — Дні ангела — Вовчик
- 2003 — Дружна сімейка — продавець картин
- 2004 — Російська ліки — Іван Семенович Гарецький
- 2004 — Паралельно любові — Островий
- 2004 — Садиба — Борис Михайлович
- 2004 — Жінки в грі без правил — Степан Пилипенко
- 2005 — Дзеркальні війни. Віддзеркалення перше
- 2005 — Королева бензоколонки 2 — єврей
- 2005 — Дура — епізод
- 2005 — Справа про «Мертвих душах» — власник готелю
- 2005 — Дівчинка з півночі — епізод
- 2006 — Провінційні пристрасті — епізод
- 2006 — Квиток у гарем — епізод
- 2006 — Диявол з Орлі — доктор Ферре
- 2006 — Російське засіб — епізод
- 2007 — Колобків. Справжній полковник! — епізод
- 2008 — Безневинні створіння — пан з табакеркою

### Режисерські роботи
- «Кохання з перешкодами». (Московський єврейський театр «Шалом»);
- «Розморожений». (Московський єврейський театр «Шалом»);
- «Підшукую дружину. Недорого!». (Театральне агентство «Антре»);
- «Годинник із зозулею». (Театральна компанія «Антре»);
- «Щасливий номер» (антреприза).